# Gniewino (plaats)
Gniewino (Duits: Gnewin) is een dorp in het Poolse woiwodschap Pommeren, in het district Wejherowski. De plaats maakt deel uit van de gemeente Gniewino en telt 1710 inwoners.

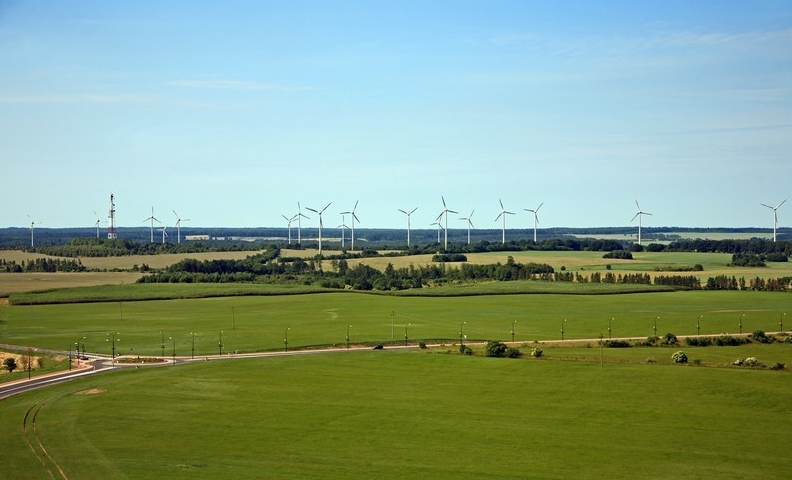
Gniewino
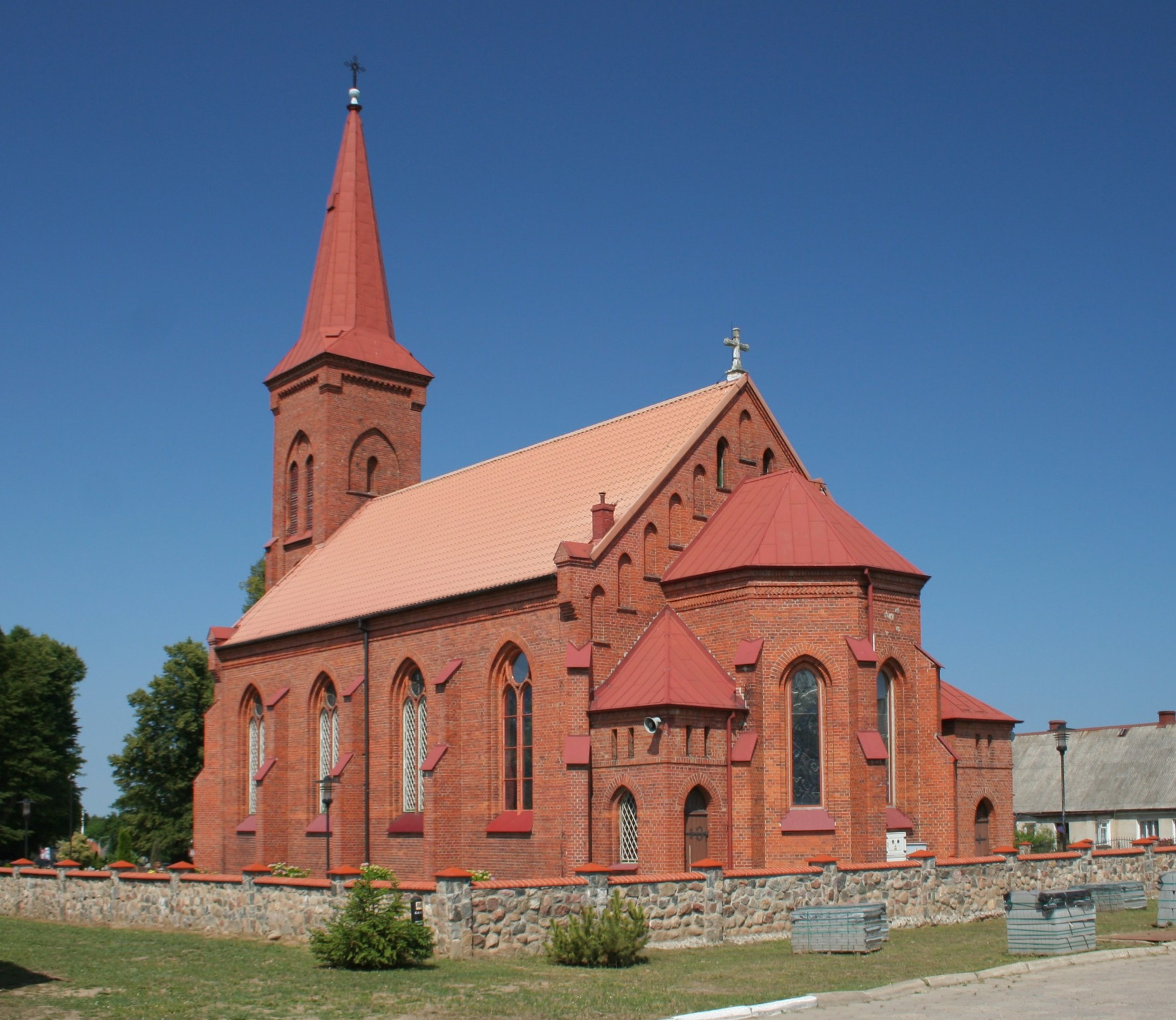
Kerk van Gniewino